# Якушин, Михаил Иосифович
Михаи́л Ио́сифович Яку́шин (2 [15] ноября 1910, Москва, Российская империя — 3 февраля 1997, Москва, Россия) — советский футболист и хоккеист, футбольный тренер. Заслуженный мастер спорта СССР (1940). Заслуженный тренер СССР (1957).

## Биография
Родился 15 ноября 1910 года в Москве в семье бывшего крестьянина. Примерно с 5 лет Михаил увлёкся футболом, играя с друзьями во дворе.
С 1920 года начал играть в хоккей и в футбол в детской команде «Унион», а затем в СТС (с 1924 по 1927 годы). Уже в 19 лет начал играть за хоккейную сборную Москвы. В 1928 году Якушин попал в состав взрослой команды СТС, где выступал на позиции полузащитника. Одновременно с этим закончил землеустроительный техникум.
В 1930 по распределению был отправлен в Уральскую область, где получил назначение на работу в Челябинский округ. Но в итоге, с выпускником ленинградского техникума Николаем Громовым выбрали Ялано-Катайский район. И отправлены были в его центр — село Сафакулево, где руководил процессом нарезания земли. Также участвовал в культурной жизни села, например, ставили спектакль Островского «Свои люди — сочтёмся», где играл роль стряпчего. По воспоминаниям: «Основная же наша задача состояла в распределении земли между колхозами. Целые дни проводили в поле…» Проработал землеустроителем 15 месяцев. После чего проходил службу в армии в Москве.
В 1933 году полузащитник оказался в московском «Динамо», где выступал сразу в трёх видах спорта (футболе, хоккее с шайбой, хоккее с мячом). Здесь Якушин заработал себе репутацию выдающегося, универсального спортсмена и одного из лучших футболистов довоенных лет в СССР. В составе «Динамо» Якушин выиграл чемпионат и девять Кубков СССР по хоккею с мячом, дважды становился лучшим бомбардиром чемпионата (в 1936 с девятью голами и в 1950 с десятью голами). В хоккее с шайбой «Динамо» также выиграло первый чемпионат СССР, а видное место в составе команды занимал Якушин. В составе футбольного «Динамо» он выиграл три чемпионата СССР и Кубок СССР 1937 года, а в 1939 году стал капитаном команды, являясь им до завершения игровой карьеры. В команде полузащитник имел репутацию мастера тактики и остроумных комбинаций, прекрасного завершителя атак. Всего за футбольную команду провёл 87 матчей и забил 40 голов. Последние годы в «Динамо» Якушин играл под руководством Бориса Аркадьева, у которого начал учиться тренерскому мастерству.
Завершив карьеру игрока, в 1944 году Якушин сразу же возглавил «Динамо» в качестве старшего тренера. Борис Аркадьев на тот момент возглавлял ЦДСА, и именно соперничество двух этих команд на несколько лет стало главным футбольным противостоянием СССР. Уже в 1945 году динамовцы стали чемпионами, в упорной борьбе опередив армейцев на одно очко и вышли в финал Кубка СССР, но здесь сильнее оказался ЦДСА (2:1). В составе «Динамо» при Якушине заиграли такие яркие игроки как Леонид Соловьёв, Василий Карцев, Владимир Савдунин, голкипер Алексей Хомич. Кроме того, именно «Динамо» Якушина первым в СССР стало играть по схеме 4-2-4, которая годами позже принесёт славу сборной Бразилии. В том же 1945 году «Динамо» (усиленное одним из лучших футболистов страны Всеволодом Бобровым) отправилось в турне по Великобритании. Подопечные Якушина в первом матче сыграли вничью 3:3 с английским «Челси», затем со счётом 10:1 разгромили валлийский «Кардифф Сити», а после этого одержали победу над знаменитым «Арсеналом» (4:3) и сыграли 2:2 в заключительном матче с шотландским «Рейнджерс». Успешное выступление в турне значительно повысило авторитет советского футбола.
После возвращения в СССР «Динамо» продолжило своё противостояние с армейским коллективом, но на протяжении трёх лет становились лишь вторыми. В 1946 году подопечные Якушина отстали от ЦДКА на четыре очка, в 1947 уступили титул при равенстве очков лишь по дополнительным показателям, а в 1948 в решающем матче уступили армейцам 2:3. Зато в 1949 году чемпионом вновь стало «Динамо», опередив своих преследователей на шесть очков и в 34 матчах забив 104 гола. Дошли динамовцы и до финала Кубка, но уступили там «Торпедо» (1:2). Но после того, как в следующем году чемпионами вновь стали армейцы, руководство «Динамо» московского разуверилось в Якушине и он был переведён в «Динамо» тбилисское.
В новой команде Якушин дважды привёл её к серебряным медалям чемпионата (в 1951 и 1953 годах), в то время как его бывший клуб несколько сдал былые позиции. В результате в 1953 году Якушин был возвращен в родное московское «Динамо» и сразу же сумел выиграть свой единственный Кубок СССР, переиграв в финале куйбышевский «Зенит». С этой победы началась одна из самых успешных страниц в истории московского «Динамо». В 1954 году команда впервые с 1949 года выиграла золотые медали чемпионата, а через год повторила успех (и вновь дошла до финала Кубка СССР). В эти же годы на первые роли в «Динамо» вышел легендарный вратарь Лев Яшин. Чемпионскими для команды также становились сезоны 1957 и 1959, дважды за этот период динамовцы выигрывали серебряные медали. Всего за карьеру Якушину удавалось 6 раз привести «Динамо» к чемпионству, а ещё 6 раз его команда становилась второй. Но после того как в 1960 году «Динамо» стало лишь третьим, Якушин вновь был снят со своего поста.
После этого Якушин несколько лет работал в тренерском штабе сборной СССР, а в 1962 году вновь возглавил тбилисское «Динамо». Здесь вновь выиграл бронзовые медали чемпионата и заложил базу для победы в чемпионате СССР (к которой тбилисцев в 1964 году привёл Гавриил Качалин). Далее в тренерской карьере Якушина был «Пахтакор», после чего в 1967 году он возглавил сборную СССР. В том же году сборная под его руководством была поставлена еженедельником «France Football» на первое место среди европейских национальных сборных. На Евро-1968 сборная СССР в полуфинале сыграла вничью 0:0 со сборной Италии и лишь брошенный жребий отправил в финал итальянцев, а советская сборная в матче за 3-е место уступила англичанам, и вскоре после этого Якушин был освобожден от должности.
В последние годы тренерской карьеры Якушин вновь тренировал «Пахтакор», затем московский «Локомотив», и уже в третий раз за карьеру тбилисское «Динамо». Каких либо заметных успехов в этот период достичь не удалось, и в 1975 году Якушин принял решение завершить карьеру. Работал на общественной работе в Федерации футбола СССР, в тренерском и техническом советах Федерации, в ряде комиссий. Также работал футбольным обозревателем в журнале «Футбол. Хоккей». С 1993 года и до своей смерти входил в Совет директоров московского «Динамо». Скончался в Москве 3 февраля 1997 года. Похоронен на Ваганьковском кладбище (участок № 36).
Незадолго до смерти Якушин стал лауреатом премии «Стрелец»-1995 (за вклад в развитие российского футбола). С 1996 приз Якушина разыгрывают команды ветеранов московских клубов.

## Достижения

### Игрок
Футбол
- Чемпион Москвы 1934 (о), 1935 (в).
- Чемпион СССР 1935 (лучший бомбардир — 5 матчей, 6 голов), 1936 (весна), 1937, 1940 гг. В чемпионатах СССР по футболу — 87 матчей, 40 голов (+ 7 игр, 3 гола в чемпионате 1941).
- Обладатель Кубка СССР 1937 г.
- В «55-ти» — №1 (1938).

Хоккей с мячом
- Чемпион СССР 1936, серебряный призёр 1950. В чемпионатах СССР по хоккею с мячом — 12 матчей, 19 мячей.
- Девятикратный обладатель (1937, 1938, 1939, 1940, 1941, 1947, 1948, 1949, 1950) Кубка СССР в составе «Динамо» (Москва). В розыгрышах Кубка СССР — 40 матчей. 55 мячей.
- Лучший бомбардир чемпионатов СССР 1936 (9 мячей) и 1950 (10 мячей).
- Был включён в список 22 лучших игроков сезона — 1936, 1950.

Хоккей с шайбой
- Чемпион СССР 1947 года.

### Тренер
Футбол
- Чемпион СССР (1945, 1949, 1954, 1955, 1957, 1959);
- Обладатель Кубка СССР 1953.

Хоккей с мячом
- Обладатель Кубка СССР 1938, 1940, 1941, 1947, 1948, 1949, 1950.

## Награды
- орден Трудового Красного Знамени (27.04.1957) — «за успехи, достигнутые в деле развития массового физкультурного движения в стране, повышения мастерства советских спортсменов, и успешное выступление на международных соревнованиях»
- Почётная грамота Президиума Верховного совета Российской Федерации (26.04.1993) — за долголетнюю плодотворную работу, большие личные заслуги в развитии физической культуры и спорта в Российской Федерации и в связи с 70-летием со дня образования первого в России физкультурно — спортивного общества «Динамо»[7]

## Киновоплощения
- Андрей Ковальчук — «В созвездии Стрельца», 2018 год;
- Алексей Гуськов — «Лев Яшин. Вратарь моей мечты», 2019 год;
- Андрей Мерзликин — «С мячом в Британию», 2019 год [8];
- Павел Трубинер — «Одиннадцать молчаливых мужчин», 2021 год.

## Семья
Жена Анна Фёдоровна (1915—1978).
Сын Михаил, инженер, живёт в Швеции с женой Биргиттой и сыном Никласом.
Дочь Наталья (1940—2022), жила в Москве. Её муж, Игорь Фролов (1938—2007), бывший спартаковский вратарь и футбольный тренер.
Воспитали внучек Аллу (Алла Фролова несколько лет была координатором ОВД-Инфо) и Анну.

## Память
- 15 ноября 2012 года, в честь 102-й годовщины со дня рождения тренера, на фасаде дома 4 по Садовой-Триумфальной улице в Москве, где Якушин проживал с 1952 по 1975 годы, была установлена мемориальная доска[10][11].
- В 2018 году в честь М. И. Якушина была названа улица в районе станции метро «Динамо» в Москве[12][13].